# Durim Berisha
Durim Berisha, född 22 januari 1986, är en svensk fotbollsspelare (yttermittfältare). Han har även spelat för Nacka Juniors FF i Svenska Futsalligan.

## Karriär
Berishas moderklubb är Värmdö IF. Han har därefter spelat för bland annat Enskede IK och Syrianska FC.
Inför säsongen 2019 gick Berisha till Cassi FF. Han gjorde fem mål på 14 matcher i Division 6 under säsongen 2019. Inför säsongen 2020 gick Berisha till FC Nacka Iliria. Han spelade 10 matcher och gjorde två mål för klubben i Division 4 under säsongen 2020.